# سیارک ۲۱۷۹۵
سیارک ۲۱۷۹۵ (به انگلیسی: 21795 Masi، نامگذاری:1999SN9) بیست و یک هزار و هفتصد و نود و پنجمین سیارک کشف شده‌است که در ۲۹ سپتامبر ۱۹۹۹ کشف شد.
قدر مطلق سیارک برابر ۱۵٫۴۰ است.